# Хмелевки
Хмелевки — деревня в Лотошинском районе Московской области России.
Относится к сельскому поселению Микулинское, до реформы 2006 года относилась к Савостинскому сельскому округу. По данным Всероссийской переписи 2010 года численность постоянного населения составила 8 человек (3 мужчин, 5 женщин).

## География
Расположена в южной части сельского поселения, примерно в 10 км к северо-северо-востоку от районного центра — посёлка городского типа Лотошино. Соседние населённые пункты — деревни Паршино, Волково, Рождество, Хилово. Автобусное сообщение с пгт Лотошино.

## Исторические сведения
По сведениям 1859 года — деревня Судниковского прихода, Татьянковской волости Старицкого уезда Тверской губернии в 50 верстах от уездного города, на возвышенности, при ручье Малиновка, с 25 дворами, 3 прудами, 18 колодцами и 208 жителями (104 мужчины, 104 женщины).
В «Списке населённых мест» 1862 года Хмелевки — владельческая деревня 2-го стана Старицкого уезда по Волоколамскому тракту в город Тверь, при пруде и колодцах, с 24 дворами и 214 жителями (100 мужчин, 114 женщин).
В 1886 году — 53 двора и 292 жителя (147 мужчин, 145 женщин).
В 1915 году насчитывалось 54 двора, а деревня относилась к Федосовской волости.
С 1929 года — населённый пункт в составе Лотошинского района Московской области.

## Население
| 1859 | 1886 | 2002 | 2006 | 2010 |
| ---- | ---- | ---- | ---- | ---- |
| 214  | ↗292 | ↘8   | ↘7   | ↗8   |